# Iphiaulax portius
Iphiaulax portius är en stekelart som beskrevs av Cameron 1903. Iphiaulax portius ingår i släktet Iphiaulax och familjen bracksteklar. Inga underarter finns listade i Catalogue of Life.